# محوطه عین‌آباد
محوطه باستانی عین آباد مربوط به دوران‌های تاریخی پس از اسلام - سدهٔ ۳–۶ ه‍.ق است و در شهرستان نیشابور، بخش مرکزی، دهستان دربقاضی، ۲۰۰ متری غرب و جنوب غربی روستای عین آباد واقع شده و این اثر در تاریخ ۶ اسفند ۱۳۸۵ با شمارهٔ ثبت ۱۷۴۲۴ به‌عنوان یکی از آثار ملی ایران به ثبت رسیده است.